# Gardasil

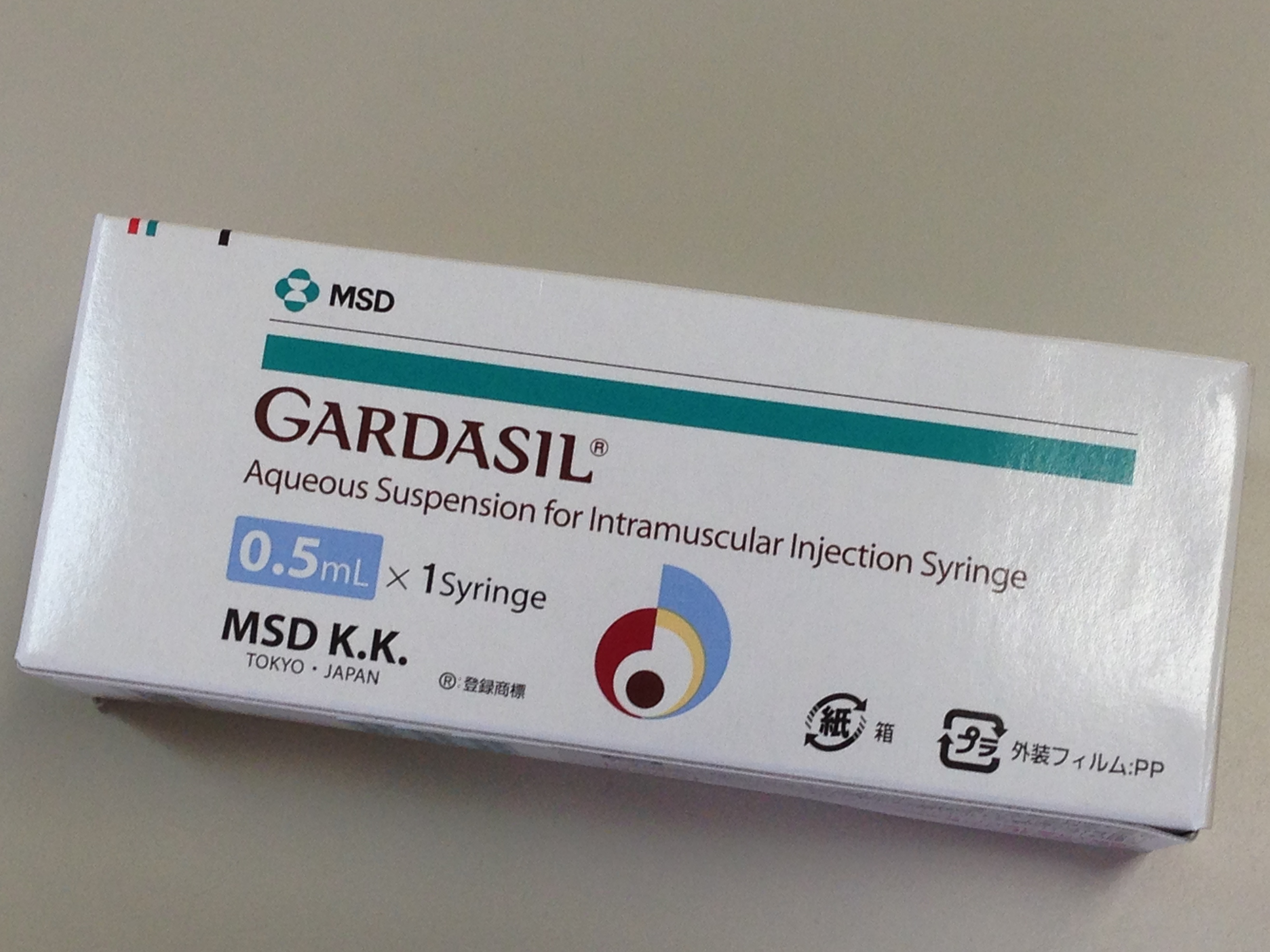
Gardasil

Gardasil, hay còn gọi là Gardisil hoặc Silgard hoặc vắc xin tái tổ hợp u nhú ở người [loại 6, 11, 16, 18],  là một vắc-xin để sử dụng trong công tác phòng chống một số chủng của virus gây u nhú ở người (HPV), cụ thể là các loại HPV 6, 11, 16 và 18. HPV loại 16 và 18 gây ra khoảng 70% ung thư cổ tử cung, và chịu trách nhiệm cho hầu hết các trường hợp ung thư hậu môn, âm hộ, âm đạo, và dương vật do HPV gây ra. HPV loại 6 và 11 gây ra ước tính 90% các trường hợp mụn cóc sinh dục. Ngoài ra, nhiễm trùng đường sinh dục có nguy cơ cao ở người (hr-HPV) là bệnh nhiễm trùng lây qua đường tình dục phổ biến nhất ở phụ nữ. Mặc dù Gardasil không điều trị nhiễm trùng hiện có, nhưng vẫn nên tiêm vắc-xin cho những người dương tính với vi-rút, vì nó có thể bảo vệ chống lại một hoặc nhiều chủng khác nhau của bệnh. Các chủng HPV mà Gardasil bảo vệ chống lại lây truyền qua đường tình dục.
Vắc-xin đã được phê duyệt tại Hoa Kỳ vào tháng 6 năm 2006 bởi Cục Quản lý Thực phẩm và Dược phẩm Hoa Kỳ (FDA). FDA đã phê chuẩn việc sử dụng Gardasil để sử dụng cho trẻ em gái và phụ nữ ở độ tuổi 9-26  Năm 2011, vắc-xin Gardasil cũng đã được phê duyệt ở 120 quốc gia khác. FDA khuyến cáo tiêm phòng trước tuổi thiếu niên và hoạt động tình dục tiềm năng.
Vào năm 2007, Ủy ban Tư vấn về Thực hành Chủng ngừa (ACIP) đã khuyến nghị tiêm phòng định kỳ Gardasil cho các bé gái 11 và 12 tuổi.
Vào tháng 12 năm 2014, FDA đã phê chuẩn một loại vắc-xin dựa trên Gardasil 9 hóa chất, Gardasil 9, để bảo vệ chống nhiễm trùng với các chủng được bao phủ bởi thế hệ đầu tiên của Gardasil cũng như năm chủng HPV khác chịu trách nhiệm cho 20% bệnh ung thư cổ tử cung (HPV- 31, HPV-33, HPV-45, HPV-52 và HPV-58). Vào tháng 10 năm 2018, FDA đã phê duyệt mở rộng sử dụng Gardasil 9 để bao gồm các cá nhân từ 27 đến 45 tuổi.